# Imperia (entreprise)
Pour les articles homonymes, voir Imperia.
Imperia est une société à responsabilité limitée italienne d'équipements pour la cuisine. Elle est particulièrement connue pour ses machines à pâtes fraîches, mais fabrique également des ustensiles de cuisine, des mélangeurs, des fours et des accessoires pour pizzerias et restaurants. Tous ses produits sont fabriqués en Italie.

## Historique
Imperia est créée officiellement le 3 février 1932 à partir d'un petit atelier artisanal,.
En 2010, elle fusionne avec Monferrina, fondée en 1978, qui est spécialisée dans la production de machines à pâtes professionnelles,.
En 2021, les machines à pâtes « Titania » et « Imperia » reçoivent du ministère du Développement économique italien la reconnaissance de « Marque historique d'intérêt national » (Marchio storico di interesse nazionale).

## Production
Son principal marché d'exportation a d'abord été les États-Unis et ses nombreux émigrés italiens, et elle exporte maintenant vers plus de 130 pays à travers le monde.
Il existe deux lignes de produits (Home et Professional), dont la production a lieu dans les usines de Moncalieri (province de Turin) et de Castell'Alfero (province d'Asti).